# Сан-Деметрио-Короне
Сан-Деметрио-Короне (итал. San Demetrio Corone) — коммуна в Италии, располагается в регионе Калабрия, подчиняется административному центру Козенца.
Население составляет 3923 человека, плотность населения составляет 69 чел./км². Занимает площадь 57 км². Почтовый индекс — 87069. Телефонный код — 0984.
Покровителем населённого пункта считается святой Димитрий Солунский. Праздник ежегодно празднуется 26 октября.